# Prionacris atromaculata
Prionacris atromaculata is een rechtvleugelig insect uit de familie Romaleidae. De wetenschappelijke naam van deze soort is voor het eerst geldig gepubliceerd in 1913 door Bruner.